# Сан-Педро-де-Кампродон
Сан-Педро-де-Кампородон (исп. San Pedro de Camprodón, кат. Sant Pere de Camprodon; монастырь Святого Петра в Кампродоне) — старинный недействующий католический бенедиктинский монастырь в Испании, в городе Кампродон (муниципальный район (комарка) Рипольес в составе провинции Жирона в составе Каталонии). 

## История
Монастырь возник вокруг церкви святого Петра, освящённой 27 ноября 904 года епископом Жироны Сервусом Деи. Около 950 года граф Барселонский Вифред II решил основать вокруг церкви монастырь. К 952 году здесь уже существовала монашеская община.
В последующие годы монастырь процветал благодаря щедрым пожертвованиям от аристократии. Монастырю принадлежали пахотные земли, мельницы, пастбища, а также сам населённый пункт Кампродон, суверенитет над которым передал монастырю Сунифред II, граф Сердани (ум. 968). В 1249 году монахи передали суверенитет над городом королю Арагона Хайме I.
В 1078 году монастырь вошёл в Клюнийский союз монастырей и оставался в нём до 1461 года.
Число монашествующих в монастыре, когда оно упоминалось в источниках, всегда было небольшим: 17 в самом начале, приблизительно 25 в XI—XII веках, 14 в середине XIV века, 8 (вместе с настоятелем) в середине XVII века.
В 1671-1672 годах аббат (настоятель) монастыря вступил в спор с епископом Жироны, что привело к утрате монастырём значительной части своих земельных владений. Во время Наполеоновских войн монастырь неоднократно разоряли французские солдаты. В 1835 году аббат Мигель и пять оставшихся монахов покинули монастырь и переселились в другой, после чего монастырь Сан-Педро закрылся.
От старинного комплекса монастыря сохранилась церковь Сан-Педро, построенная в середине XII века, значительно пострадавшая от землетрясения 1428 года и в очередной раз капитально отреставрированная в 1930-х годах.

## Галерея

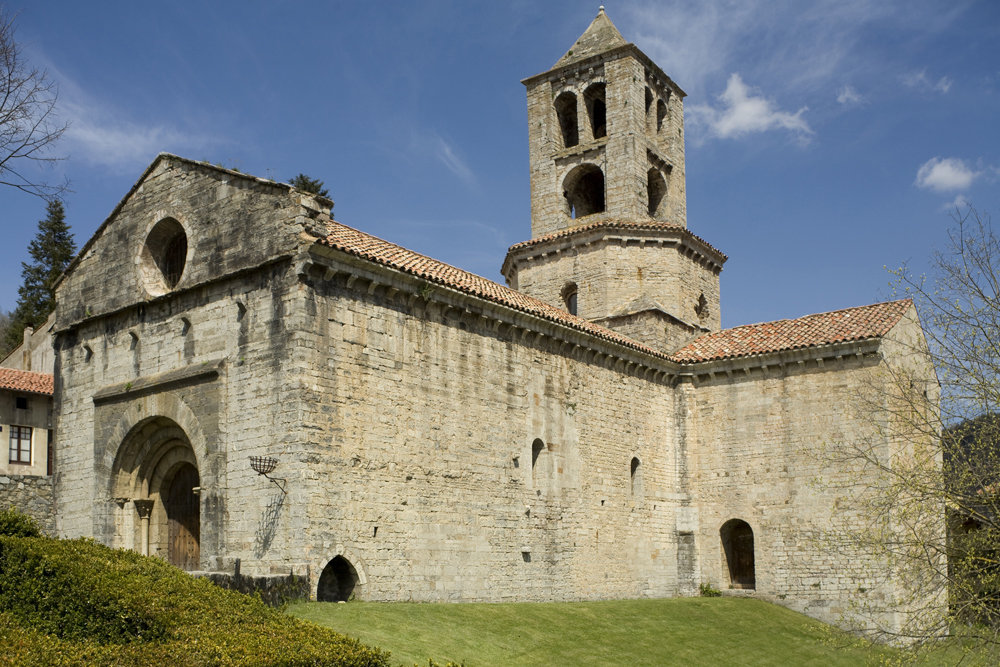
Монастырская церковь.
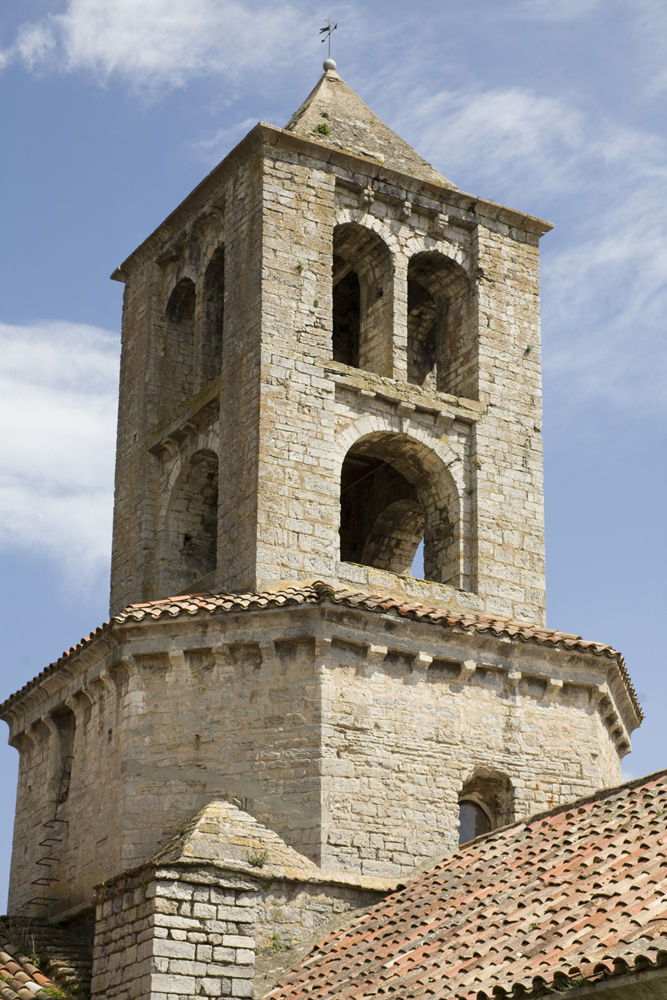
Колокольня церкви
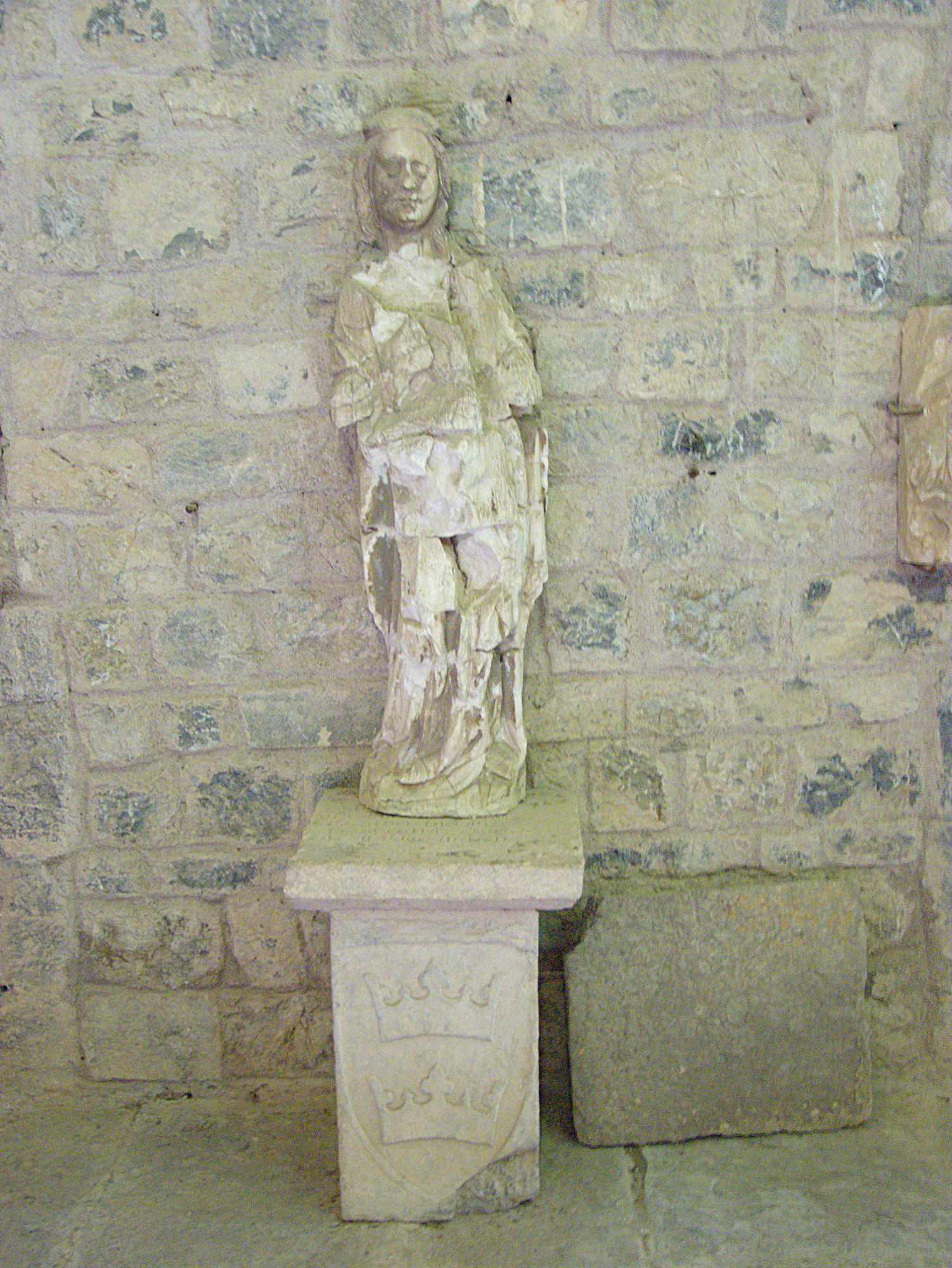
Старинная статуя.
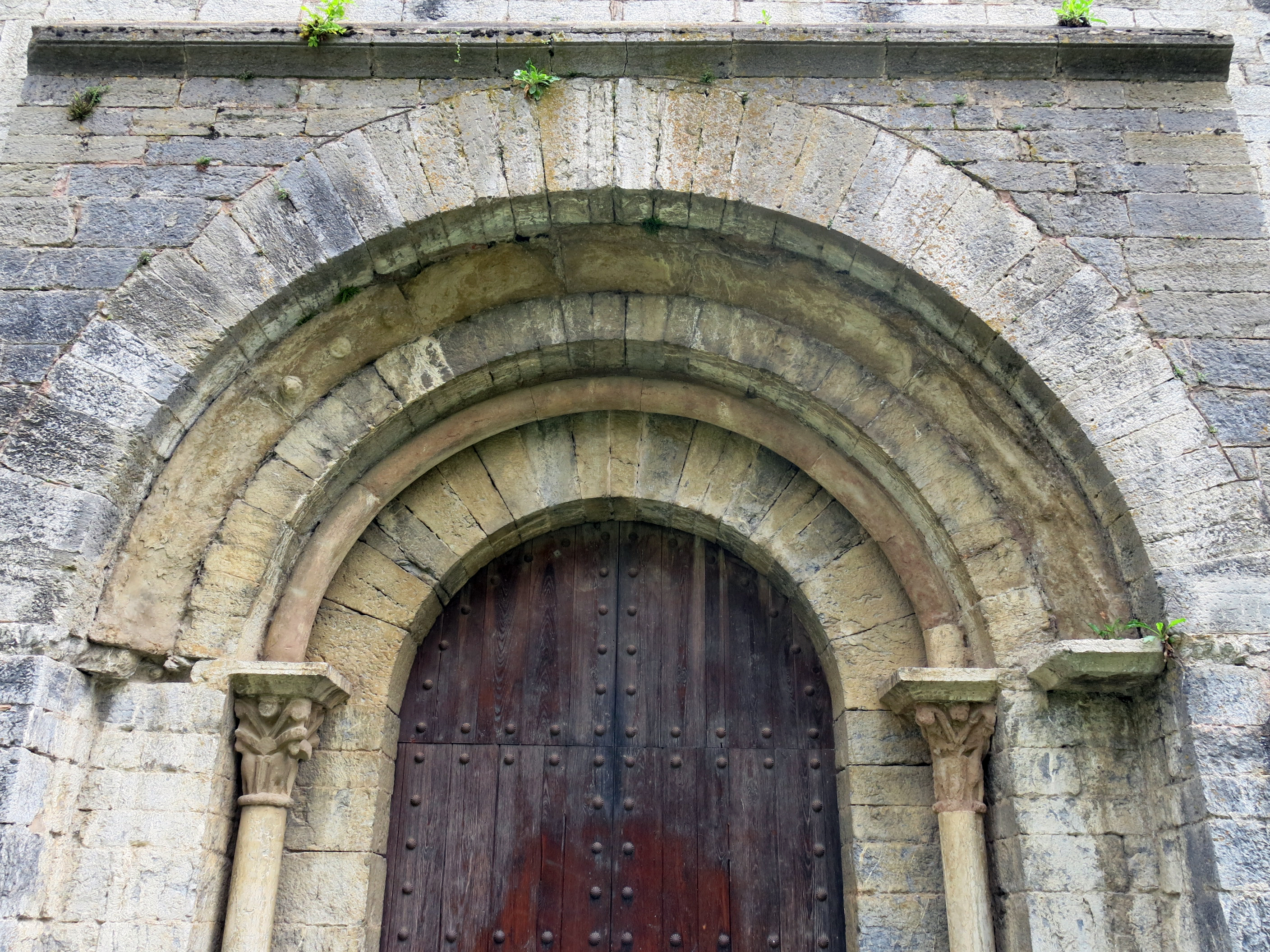
Дверной портал.
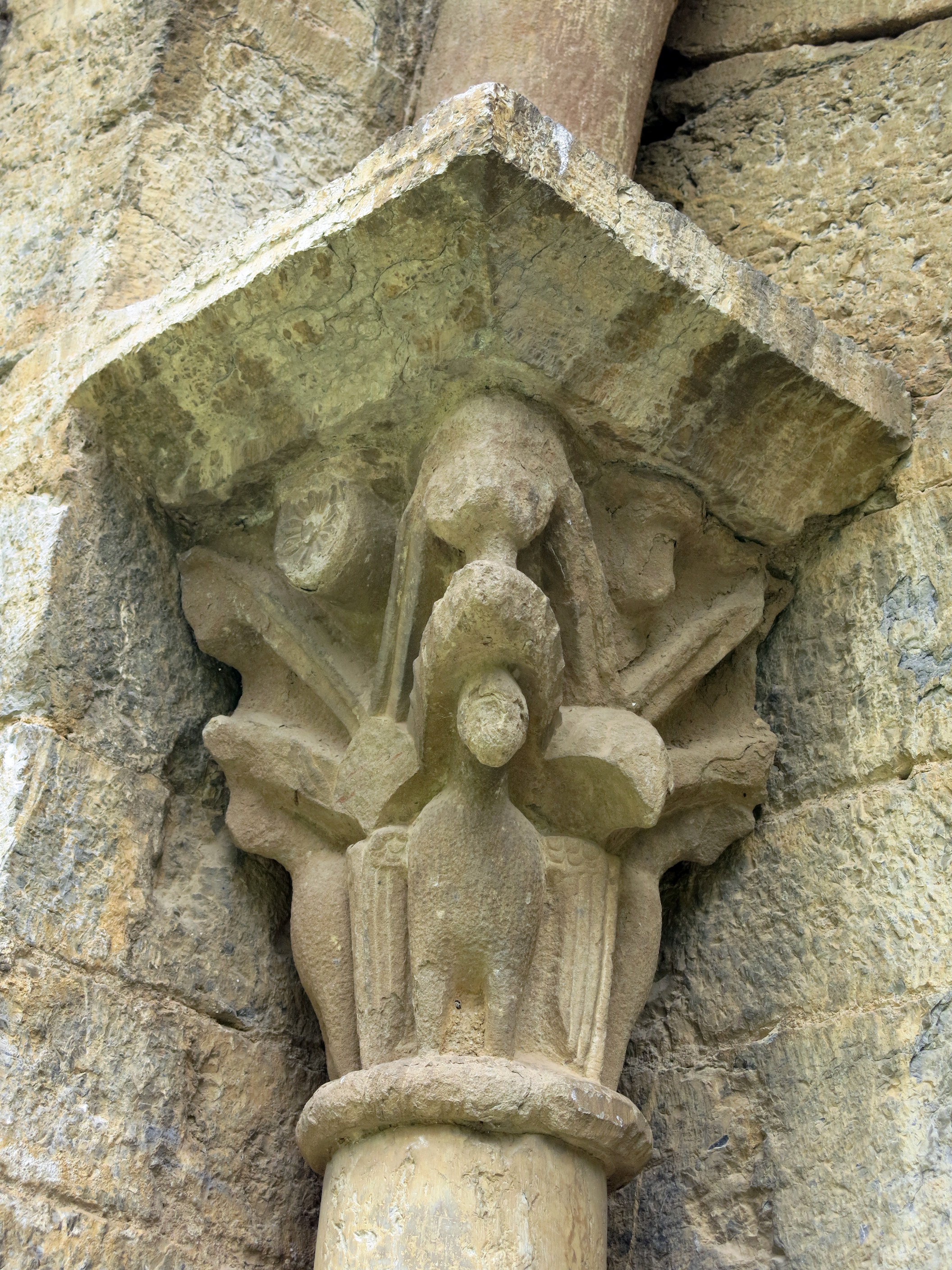
Капитель портала.
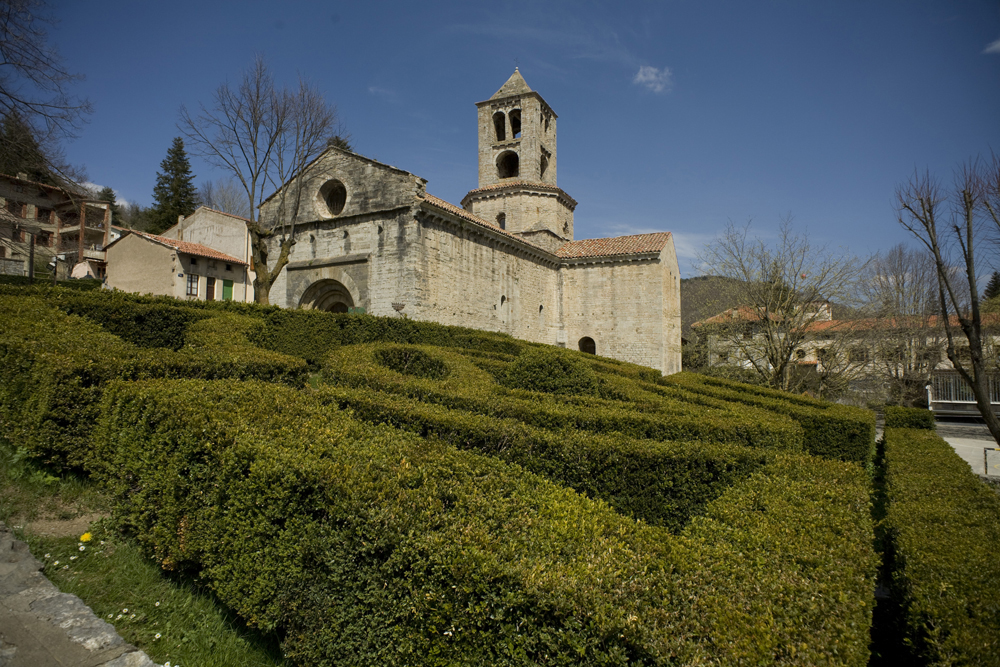
Вид на церковь среди садов.
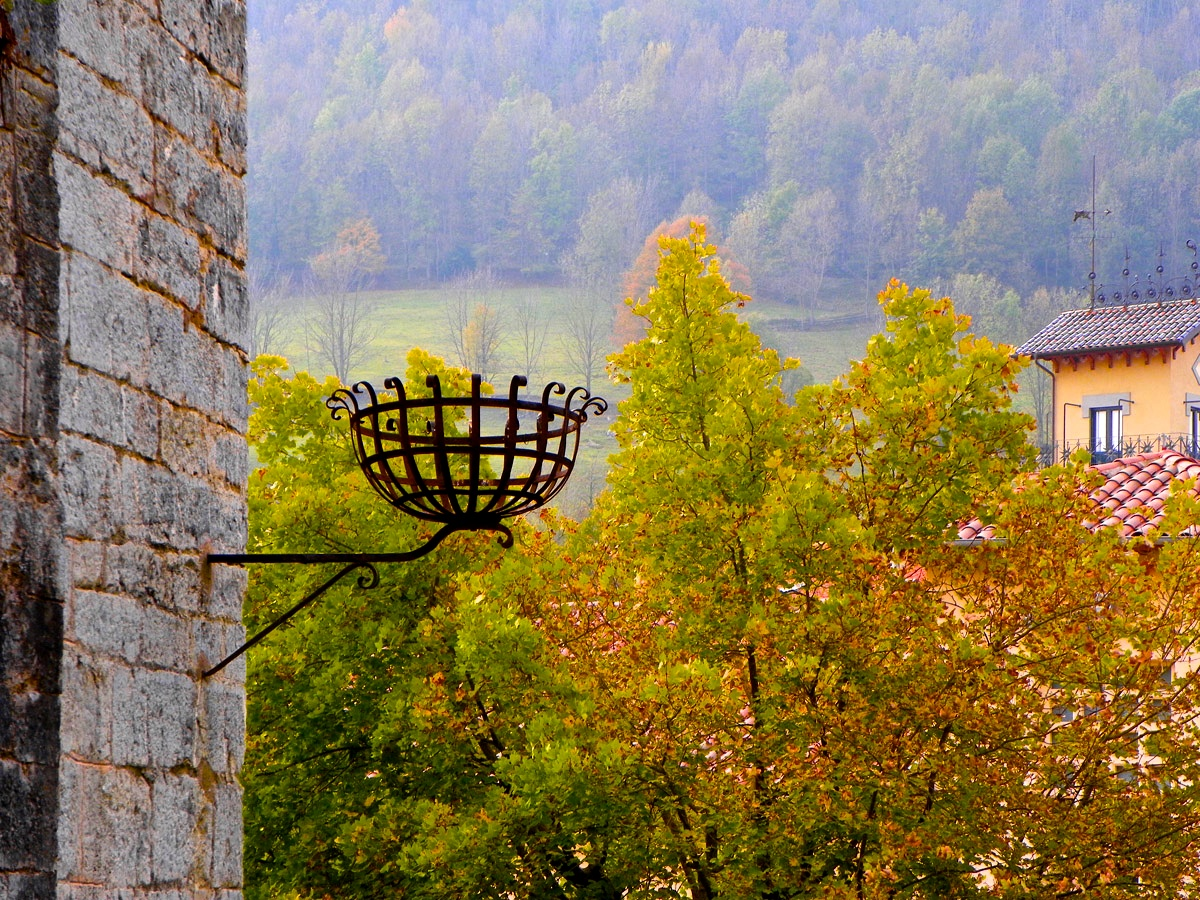
Кампродон. Осень.